# Carolyn Garcia
Carolyn Garcia (* 6. Mai 1946 in Poughkeepsie, New York, USA als Carolyn Elizabeth Adams) wurde in den 1960er Jahren bekannt als Mountain Girl sowie Carolyn Adams, gehörte zu den führenden Persönlichkeiten der Merry Pranksters, ist Schriftstellerin, Vorstandsmitglied der Rex Foundation und Beraterin/Teilnehmerin des „Marijuana Policy Project“ und „Multidisciplinary Association for Psychedelic Studies“ der Vereinigten Staaten.

## Leben mit den Merry Pranksters und den Dead
Carolyn Garcia wuchs in Poughkeepsie als Kind einer Unitarierfamilie auf und war selber Mitglied der Liberal Religious Youth (LRY). Anfang der 1960er, nach der High-School, zog sie zusammen mit ihrem älteren Bruder Don nach Palo Alto, Kalifornien. Dort arbeitete sie in einem biologischen Labor. Über den als „Cowboy Neal“ bekannt gewordenen Neal Cassady traf sie 1965 Ken Kesey in La Honda, Kalifornien, wo sie bald dem inneren Zirkel der Merry Pranksters zugehörte und hoch in der Hierarchie stand. Zeitgleich begann sie eine Liaison mit Kesey, mit dem sie zusammen eine Tochter hat.
Grateful Dead, die Hausband der Merry-Prankster-Veranstaltungen, soll den Song Here Comes Sunshine dem Kind gewidmet haben, da das Kind Sunshine genannt wurde. Dagegen spricht, dass der Song erst 1973 aufgeführt wurde.
Während Kesey aufgrund Drogenbesitzes vor der Polizei nach Mexiko flüchtete, hatte Carolyn Garcia mit einem weiteren Prankster namens George Walker eine Affäre, den sie 1966 heiratete. Zwei Jahre später trennten sie sich, bevor sie sich 1978 scheiden ließen.
1981 heiratete sie Jerry Garcia, Frontmann der Grateful Dead. Schon zuvor hatten sie zwei Töchter zusammen. Mit Jerry Garcia war sie seit dessen Haight-Ashbury-Zeit befreundet und teils auch liiert. Überschneidend mit ihrer Ehe mit George Walker lebte sie von 1967 bis 1975 mit Jerry Garcia zusammen und hatte zwei Töchter mit ihm (* 1970, * 1974). Zu dieser Zeit verbot sie ihm und der Band härtere Drogen, die man sich spritzen musste, obgleich sie Marihuana und leichte Drogen wie LSD erlaubte. Zudem brachte ihre energische Art Ordnung in die Ashbury-Kommune.
Sie ließen sich in Stinson Beach nieder, bevor Jerry Garcia eine Affäre mit seiner späteren Ehefrau Deborah Koons begann. Carolyn und Jerry Garcia ließen sich Anfang 1994 scheiden, blieben aber weiterhin in Kontakt. Jerry Garcia verstarb 1995 und vererbte Carolyn Garcia einen Gutteil des Vermögens. Dies wurde jedoch von seiner letzten Frau Deborah angezweifelt, die versuchte, dies per Klage auf Garcias Unzurechnungsfähigkeit zu unterbinden. Ein Gericht sprach Carolyn Garcia ihren Teil des Nachlasses zu.

## Wirken
1977 veröffentlichte sie das Buch Primo Plant: Growing Sinsemilla Marijuana beim Verlag Bookpeople. Des Weiteren war sie am 1972 erschienenen Buch Garcia: the Rolling Stone Interview by Charles Reich and Jann Wenner ; Plus a Stoned Sunday Rap with Jerry, Charles and Mountain Girl (Straight Arrow Books) von Charles Reich und Jann Wenner beteiligt. Das Buch wurde 2003 unter dem Titel Garcia: A Signpost To New Space neu aufgelegt. Ein Teil der Interviews wurde 1975 für das Buch The Hashish Club: An Anthology Of Drug Literature, Vol. 2: The Psychedelic Era from Huxley To Lennon von Peter Owen weiterverwendet.
Beim Album „Untying The Not“ von „String Cheese Incident“ sang sie bei dem Lied Mountain Girl mit. Beim Grateful Dead Album Europe ’72 wird sie in den Credits hervorgehoben. Darüber hinaus war sie am 1991er Buch One More Saturday Night: Reflections With The Grateful Dead, Dead Family and Deadheads von Sandy Troy beteiligt. Fotografien von ihr wurden im 1992er Buch Monterey Pop von Joel Selvin verwendet.
In Tom Wolfes Werk The Electric Kool-Aid Acid Test nahm sie neben Ken Kesey und Ken Babbs einen Hauptpart ein. Auch in Büchern über die Deads wird ihr Leben und Wirken dargestellt, so z. B. in Garcia: An american Life, Amerikanische Odyssee. Die Legendäre Reise von Jerry Garcia und Grateful Dead oder auch A Long Strange Trip: The Inside History of the Grateful Dead.